# Filderwasserversorgung

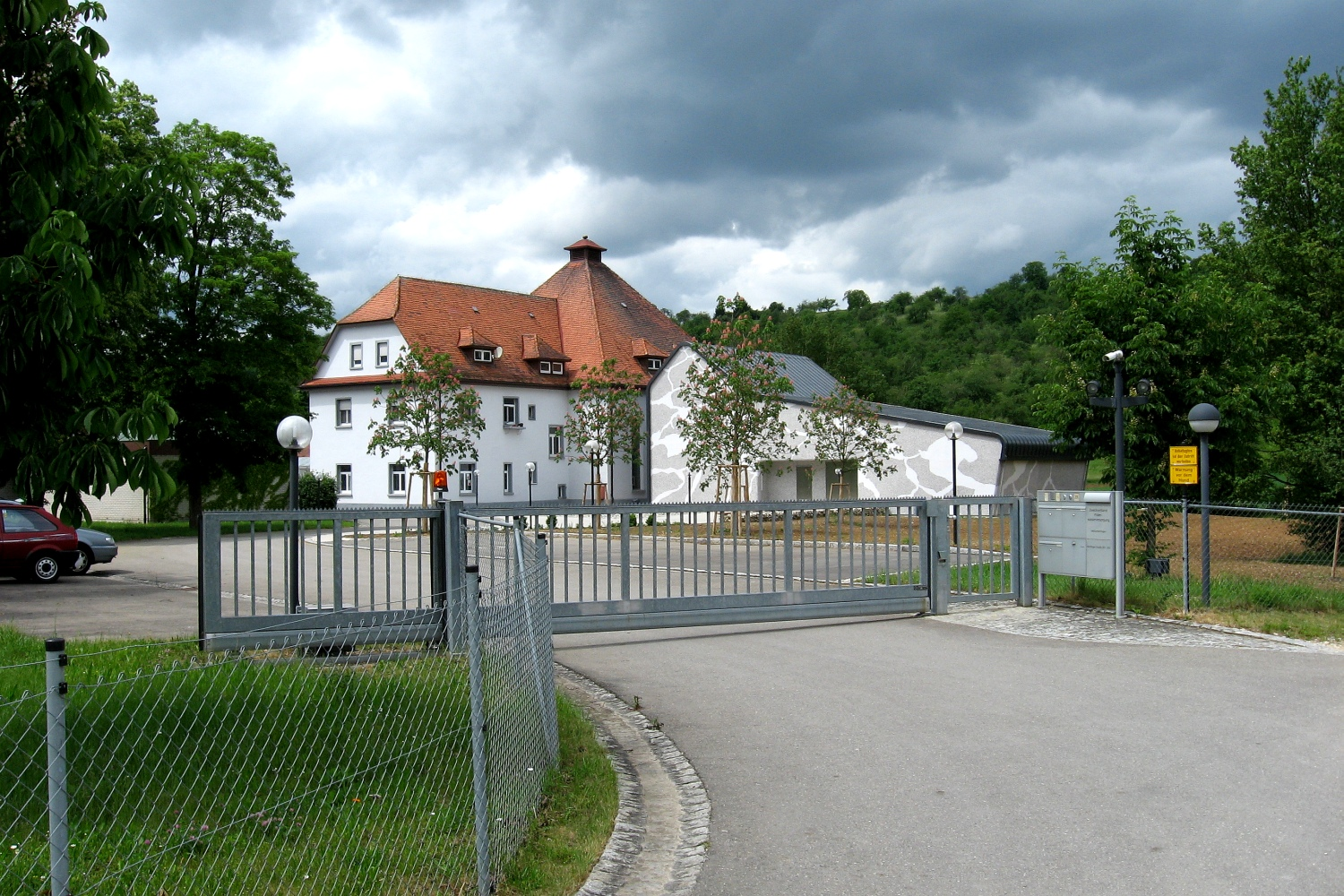
Wasserwerk Neckartailfingen

Die Filderwasserversorgung (kurz Fiwa) ist ein Zweckverband, der heute für die Wasserversorgung des westlichen Landkreises Esslingen in Baden-Württemberg zuständig ist. Der 1904 gegründete Verband mit zehn Mitgliedsgemeinden und rund 134.000 Personen im Einzugsgebiet hat seinen Sitz in Neckartailfingen, wo er die größte Trinkwasserfassung in der Region Stuttgart betreibt.

## Geschichte
Da die Filder ein wasserarmes Gebiet sind und die örtlichen Brunnen nicht mehr zur Versorgung der Bevölkerung ausreichten, schlossen sich im Jahre 1904 acht Gemeinden zusammen, um gemeinsam ein Wasserleitungssystem aufzubauen. Die Gründung der Filderwasserversorgung erfolgte am 14. März 1904 durch die Gemeinden Degerloch, Möhringen, Vaihingen, Heumaden, Plieningen, Stetten, Plattenhardt und Bernhausen. Das Wasser sollte den Neckarauen zwischen Neckartailfingen und Neckarhausen entnommen werden, wo man Grundstücke für den Bau einer Trinkwasserfassung und eines Pumpwerkes erwarb. Bereits am 21. Dezember 1904 traten auch Kaltental, Oberaichen, Unteraichen, Musberg, Leinfelden, Kemnat und Obersielmingen dem Zweckverband bei.
Am 6. Oktober 1906 wurden das Pumpwerk in Neckartailfingen und die 24 Kilometer lange Hauptdruckleitung in Betrieb genommen. Sie führt über Grötzingen, Plattenhardt, Leinfelden und Möhringen nach Vaihingen. Die Fassungsanlage besteht aus einer 1000 Meter langen Sickerleitung, die links und rechts des Neckars in einem bis zu 5 Meter hohen Kiesbett verläuft. Die Kosten beliefen sich auf 1,87 Mio. Mark, wovon 15 Prozent vom Königreich Württemberg übernommen wurden.
Weitere Gemeinden, die der Filderwasserversorgung beitraten, waren Ruit am 11. Juni 1908 sowie Bonlanden und Harthausen am 31. Januar 1911. Mit der technischen Betriebsleitung der Anlagen wurden 1919 die Städtischen Wasserwerke der Stadt Stuttgart (später TWS) beauftragt.
In den Jahren 1926/27 wurde eine weitere Hauptdruckleitung zum Wasserbehälter Bonlanden verlegt. Mit Echterdingen, Birkach und Sillenbuch 1934 und dem Flughafen Stuttgart 1938 schlossen sich dem Verband weitere Abnehmer an.
Nach der Eingemeindung von Degerloch, Heumaden, Möhringen, Vaihingen, Plieningen und Birkach in die Landeshauptstadt Stuttgart übernahmen dort 1943 die TWS die Wasserversorgung. Die örtlichen Anlagen der Filderwasserversorgung (darunter der Degerlocher Wasserturm) wurden an die Stadt Stuttgart abgetreten und es kam zu einer Vereinbarung über den beidseitigen Wasseraustausch in Krisenzeiten. 
In den 1950er Jahren folgten mit Neuhausen (1950), Wolfschlugen (1950), Grötzingen (1951) und Aich (1957) weitere Orte. Dadurch und aufgrund des generellen Anstiegs des Wasserverbrauchs geriet die Fassung an ihre Leistungsgrenze, das 1953 erbaute Stauwehr bewirkte nur eine geringe Verbesserung. Man wurde daher Mitglied der neu gegründeten Bodensee-Wasserversorgung (BWV), von der seit 1958 das Wasser für Oberaichen, Musberg und Leinfelden bezogen wird, da die Orte nur unweit der neuen Hauptleitung vom Bodensee nach Stuttgart lagen.
1961 ging die Autmutgruppe in der Filderwasserversorgung auf. Zu ihr gehörten die Gemeinden Neckartenzlingen, Altdorf, Großbettlingen und Raidwangen. Seit 1969 ist auch Neckartailfingen Verbandsmitglied. Mit dem Hochbehälter Riesenschanze in Echterdingen wurde 1970 ein neuer Übergabepunkt aus dem Netz der BWV geschaffen.
Inzwischen deckt das eigene Pumpwerk mit einer Leistung von rund 2,4 Mio. Kubikmeter pro Jahr nur noch ein Drittel des Bedarfs, zwei Drittel werden von der BWV bezogen. Sollte das Neckartailfinger Pumpwerk ausfallen oder den Bedarf nicht mehr decken können, besteht auf dem Geigersbühl in Großbettlingen ein weiterer Einspeisepunkt für Bodenseewasser.
Die technische Betriebsleitung liegt heute bei der EnBW Regional AG, der Rechtsnachfolgerin der aus den TWS hervorgegangenen NWS. Sie hatte in den letzten Jahren Maßnahmen wie die Erneuerung des Stauwehrs, den Einbau einer Ultrafiltrationsanlage, den Neubau des Hochbehälters Stetten oder die Erneuerung der Hauptdruckleitung zwischen Neckartailfingen und Harthausen zu verantworten.
Mit der Geschäftsführung der Filderwasserversorgung sind die Stadtwerke Leinfelden-Echterdingen beauftragt. Die Geschäftsstelle befindet sich im alten Rathaus in Musberg. Der für eine Amtszeit von zehn Jahren gewählte Vorsitzende des Zweckverbandes ist seit 2010 der Oberbürgermeister von Leinfelden-Echterdingen, Roland Klenk. Seine Vorgänger waren Peter Bümlein (2001–2010), ehemaliger Filderstädter Oberbürgermeister, und Rainer Häußler, ehemaliger Bürgermeister von Musberg.

## Mitglieder

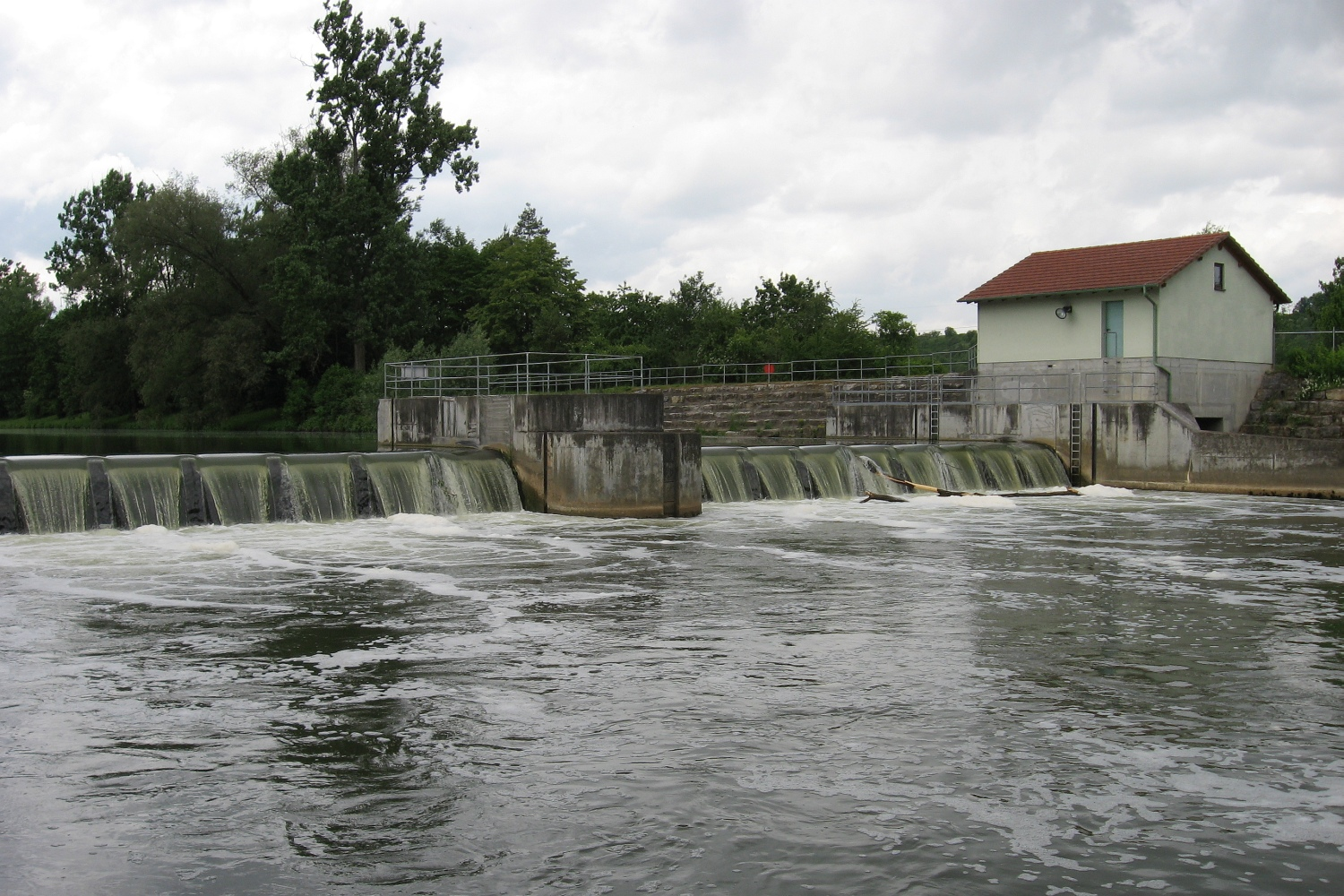
Neckarwehr

Kursiv gesetzte Stadtteile sind nicht an das Netz der Filderwasserversorgung angeschlossen.
| Gemeinde                  | Herkunft des Wassers |
| ------------------------- | --- |
| Aichtal                   | Aich – Fiwa Grötzingen – Fiwa Neuenhaus – BWV, eigene Mönchsquelle                                                                     |
| Altdorf                   | Fiwa |
| Filderstadt               | Bernhausen – BWV Bonlanden – BWV, Fiwa Harthausen – Fiwa Plattenhardt – BWV Sielmingen – Fiwa                                          |
| Großbettlingen            | Fiwa |
| Leinfelden-Echterdingen   | Echterdingen – BWV Leinfelden – BWV Musberg – BWV Oberaichen – BWV Stetten – BWV Unteraichen – BWV                                     |
| Neckartailfingen          | Fiwa |
| Neckartenzlingen          | eigene Quelle (50 %), Fiwa (50 %) |
| Neuhausen auf den Fildern | Fiwa (90 %), eigene Riedbrunnenquelle (10 %)                                                                                           |
| Ostfildern                | Kemnat – BWV Nellingen – BWV via SWE Ruit – BWV Parksiedlung – BWV via SWE Scharnhausen – BWV via EnBW Scharnhauser Park – BWV via SWE |
| Wolfschlugen              | Fiwa |

## Kritik
Das von der Filderwasserversorgung gewonnene Neckarwasser ist mit etwa 21° dH vergleichsweise hart (Härtebereich 4), während das Bodenseewasser mit etwa 9° dH deutlich weicher ist. Nachdem dieser Umstand 2006 durch die Presse einer breiten Öffentlichkeit bekannt geworden war, wurde der Zweckverband dafür kritisiert, dass für beide Wässer der gleiche Kubikmeterpreis gilt. Da das sehr kalkhaltige Neckarwasser zu einem höheren Verbrauch, zu Folgekosten durch verkalkte Leitungen, häufig zu reinigende Badezimmer und Haushaltsgeräte führe, lautete die Forderung einer Bürgerinitiative „Bodenseewasser für alle“. Die Filderwasserversorgung sah dies als „Problem einer Wohlstandsgesellschaft“ und verwies darauf, dass das Neckarwasser substantiell von höherer Güte sei als das Bodenseewasser, da es mehr Calcium und Magnesium enthalte. Es wurde jedoch ein Gutachten in Auftrag gegeben, das günstige Möglichkeiten der Wasserenthärtung aufzeigen sollte. Dieses liegt seit Herbst 2007 vor und legt den Einbau einer Nanofiltrationsanlage nahe. Am 30. November 2009 entschied die Verbandsversammlung einstimmig den Bau der Anlage. Nachdem nunmehr erfolgten Einbau des Nanofilters wurde die Wasserhärte bis auf 9,5 °dh gesenkt. Am 21. Mai 2012 ging die Anlage mit dem enthärteten Wasser in Normalbetrieb.
Erwähnenswert ist in diesem Zusammenhang auch die große Preisspanne bei den Wasserkosten, die die Mitgliedsgemeinden ihren Einwohnern in Rechnung stellen. Während der Kubikmeter brutto inklusive Abwassergebühren in Wolfschlugen mit moderaten 3,34 Euro und in Altdorf mit 3,59 Euro zu Buche schlägt, sind Großbettlingen mit 4,82 Euro und Aichtal mit 4,70 Euro im oberen Preissegment des Großraumes Stuttgart angesiedelt (Landesdurchschnitt: 3,93 Euro; Stand: Ende 2006).